# Adjanhonmè
Adjanhonmè (auch Adjahomey) ist eine Stadt und ein Arrondissement im Departement Couffo im westafrikanischen Staat Benin. Es ist eine Verwaltungseinheit, die der Gerichtsbarkeit der Kommune Klouékanmè untersteht.
Durch den Ort verläuft die Fernstraße RNIE4, die in nordöstlicher Richtung in das Département Zou und durch die Kommune Agbangnizoun führt, bevor die Stadt und Kommune Abomey das erste große Zwischenziel ist. In südwestlicher Richtung geht es u. a. über Kissamey in die Kommune und Stadt Aplahoué.

## Demografie und Verwaltung
Gemäß der Volkszählung 2013 des beninischen Statistikamtes INSAE hatte das Arrondissement 23.368 Einwohner, davon waren 10.765 männlich und 12.603 weiblich.
Von den 76 Dörfern und Quartieren der Kommune Klouékanmè entfallen zwölf auf Adjanhonmè:
1. Adjahonmè
2. Bétoumè
3. Dayéhoué
4. Edahoué
5. Godohou
6. Hohluimè
7. Kpévidji
8. Olouhoué
9. Sawamè-Hossouhoué
10. Tchanhouiwanwoui
11. Tchokpohoué
12. Toïmè